# Esquí de fons als Jocs Olímpics d'Hivern de 1924
Als Jocs Olímpics d'Hivern de 1924 celebrats a la ciutat de Chamonix (França) es disputaren dues proves d'esquí de fons, ambdues en categoria masculina.
La prova de 50 quilòmetres es disputà el dia 30 de gener i la de 18 quilòmetres el 2 de febrer de 1924.

## Comitès participants
Hi participaren un total de 59 competidors de 12 comitès nacionals diferents:
| - Estats Units (4) - Finlàndia (5) - França (8) - Hongria (3) |  | - Itàlia (7) - Iugoslàvia (4) - Letònia (1) - Noruega (5) |  | - Polònia (3) - Suècia (6) - Suïssa (7) - Txecoslovàquia (6) |

Els esquiadors dels Estats Units d'Amèrica únicament competiren en la prova de 18 quilòmetres.

## Resum de medalles
| Prova         | Or            | Argent               | Bronze               |
| 18 km Detalls | Thorleif Haug | Johan Grøttumsbråten | Tapani Niku          |
| 50 km Detalls | Thorleif Haug | Thoralf Strømstad    | Johan Grøttumsbråten |

Els resultats de Haug i Grøttumsbråten en la prova de 18 quilòmetres haurien d'haver estat desqualificat, ja que com a participants noruecs en la prova de combinada nòrdica no podien participar en aquesta prova segons la normativa vigent en el seu moment. Tapani Niku no rebé mai la medalla d'or, i en la base de dades del Comitè Olímpic Internacional (COI) segueix figurant en tercera posició. Anys més tard Niku va rebre una medalla d'or del Club d'alpinisme francès.

## Medaller
| Posició | País      | Or | Argent | Bronze | Total |
| 1       | Noruega   | 2  | 2      | 1      | 5     |
| 2       | Finlàndia | 0  | 0      | 1      | 1     |
|         |           |    |        |        |       |
| Total   | Total     | 2  | 2      | 2      | 6     |